# Jamestown: Legend of the Lost Colony
Pour les articles homonymes, voir Jamestown.
Jamestown: Legend of the Lost Colony est un shoot them up vertical développé par Final Form Games et sorti en 2011. Le jeu se déroule sur Mars dans un univers steampunk du XVIIe siècle. La planète est une colonie britannique contestée par les espagnols et les indigènes martiens.

## Système de jeu
Jamestown dispose de mécaniques de jeu similaires à beaucoup de shoot them up. Quatre type de vaisseaux sont disponibles, chacun ayant une attaque primaire, une attaque secondaire, et un "Vaunt Mode" que le joueur peut déclencher lorsqu'il a collecté suffisamment d'or grâce aux ennemis détruits. Quand ce mode est déclenché, le vaisseau dispose d'un bouclier temporaire, d'un multiplicateur de score  et sa puissance de feu est augmentée pour une durée limitée. 
Le jeu est jouable à la fois en solo et jusqu'à quatre joueurs en local.

## Développement
Le jeu a été développé en 2 ans par le studio indépendant Final Form Games, et financé par les économies des trois créateurs.
Les développeurs présentent le shooter Progear, développé par Cave comme étant ce qui se rapproche le plus d'une influence directe, et disent que les films d'animation de Hayao Miyazaki, en particulier Nausicaä de la vallée du vent et Le Château dans le ciel en ont influencé le style visuel. La version alternative de l'Histoire proposée par le jeu fait référence à la Colonie de Roanoke, et inclut des personnages comme Walter Raleigh, Virginia Dare, John Smith, et Joachim Gans.

## Accueil
Jamestown a reçu des critiques positives à sa sortie et a un score de 81 % sur Metacritic. Jeuxvideo.com lui a attribué la note de 17/20.
Le jeu a été ajouté au  Humble Indie Bundle 4 le 13 décembre 2011.